# Martwy ciąg

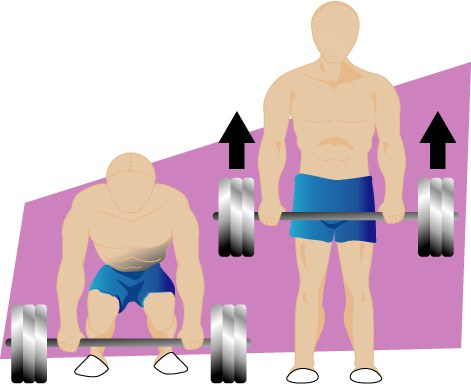
Prezentacja wykonania martwego ciągu

Martwy ciąg (ang. deadlift) – dyscyplina sportowa oraz ćwiczenie polegające na podnoszeniu ciężaru z podłoża  (najczęściej sztangi obciążonej dodatkowo talerzami) do momentu, w którym wykonujący ćwiczenie ma proste plecy oraz wyprostowane kolana.

## Zaangażowane mięśnie
Martwy ciąg jest ćwiczeniem rozwijającym prostowniki grzbietu, a także, w mniejszym stopniu, mięśnie czworogłowe i dwugłowe ud, pośladkowe oraz najszersze grzbietu, pośrednio zaś prawie wszystkie mięśnie.

## Technika[1]
Martwy ciąg wykonuje się, podnosząc sztangę z ziemi do momentu, w którym plecy i nogi ćwiczącego są całkowicie wyprostowane, barki odciągnięte do tyłu, a sztanga z ciężarami znajduje się nieco poniżej bioder. Należy stanąć jak najbliżej sztangi, tak aby oglądany z góry gryf znajdował się w połowie długości stopy. Nogi powinny być ustawione w niewielkim rozkroku (technika klasyczna) lub szeroko (sumo). Pozycją wyjściową jest nachwyt, podchwyt lub chwyt mieszany sztangi stojącej na ziemi. W celu uniknięcia uszkodzeń kręgosłupa ważne jest, aby podczas wykonywania ćwiczenia stale utrzymywana była lordoza w lędźwiowej części kręgosłupa (poprzez wypięcie pośladków).

## Zastosowanie

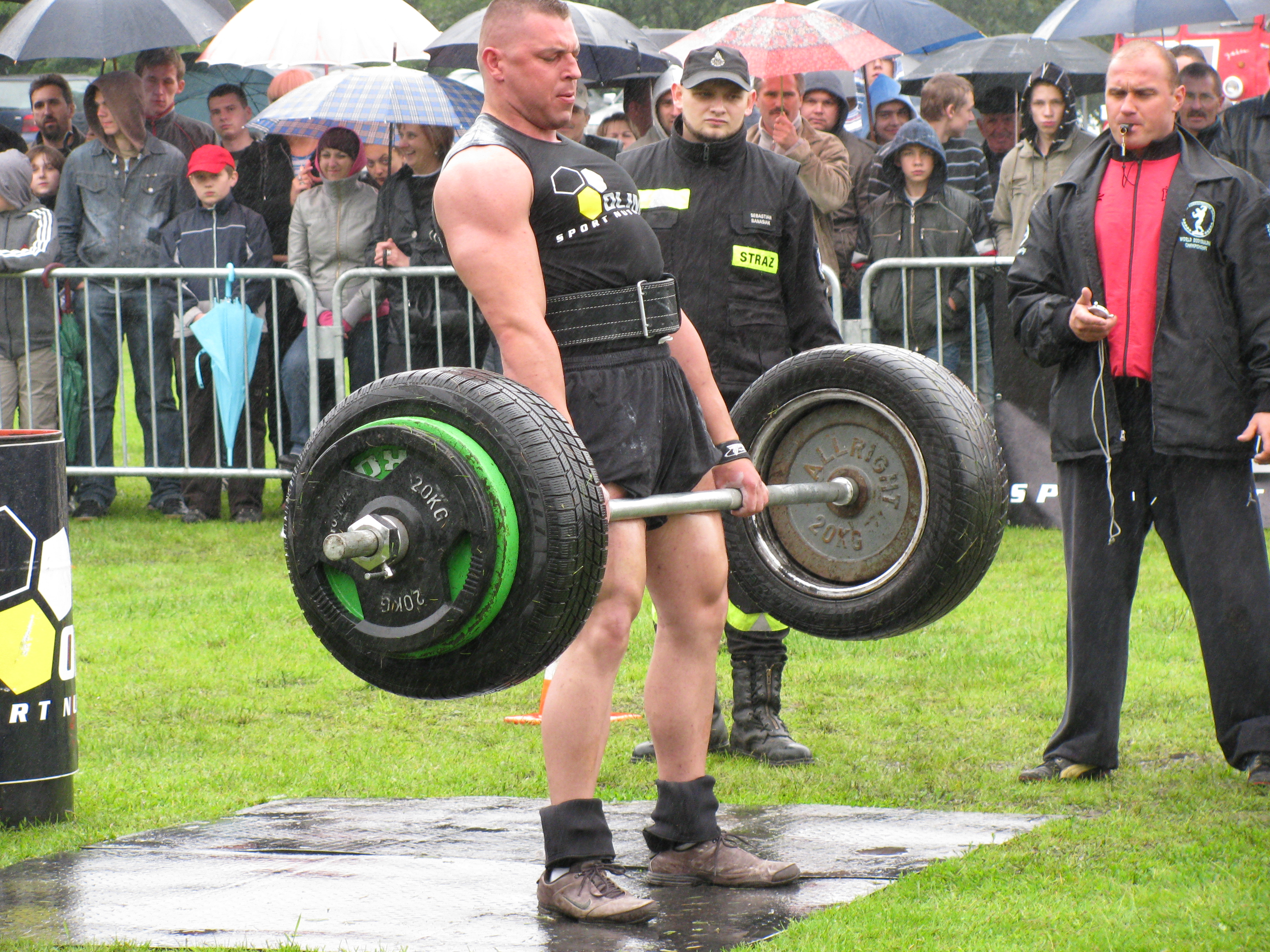
Martwy ciąg w zawodach strongman. Na zdjęciu Marcin Wlizło.

Martwy ciąg jest jednym z podstawowych ćwiczeń kulturystycznych, pozwalającym przygotować ciało, a zwłaszcza plecy i nogi, do dużych obciążeń. Osobom, które dopiero zaczynają ćwiczenia kulturystyczne, zaleca się wykonywanie martwego ciągu stosunkowo małym obciążeniem (to znaczy takim, które pozwoli im wykonać 15–20 powtórzeń w serii) ze względu na duże obciążenie kręgosłupa i nóg oraz ryzyko odniesienia kontuzji spowodowane wykonywaniem ćwiczenia nieprawidłowo technicznie.
Martwy ciąg jest jednym z bojów w trójboju siłowym. Podnoszenie dużych obciążeń w martwym ciągu świadczy o ogólnej dobrej kondycji fizycznej i dużej sile ćwiczącego, ponieważ przy wykonywaniu tego ćwiczenia zaangażowane są prawie wszystkie mięśnie i stawy.
Martwy ciąg jest jedną z konkurencji zawodów siłaczy.